# 全純域

定義中的集合

在數學的多複變函數論中，全純域是在下述意義下為極大的區域：在其上存在一個全純函數，使得不能延拓至更大的區域上。
正式而言，在n維複空間{\displaystyle {\mathbb {C} }^{n}}中的開集{\displaystyle \Omega }稱為全純域，如果不存在非空開集{\displaystyle U\subset \Omega }和{\displaystyle V\subset {\mathbb {C} }^{n}}，其中{\displaystyle V}是連通的， {\displaystyle V\not \subset \Omega }，以及{\displaystyle U\subset \Omega \cap V}，使得對在{\displaystyle \Omega }上的每個全純函數{\displaystyle f}，存在一個在{\displaystyle V}上的全純函數{\displaystyle g}，在{\displaystyle U}上有{\displaystyle f=g}。
當n = 1時，每個開集都是全純域。但是，當n ≥ 2時，哈托格斯引理指出存在不是全純域的區域。

## 等價條件
對一個區域{\displaystyle \Omega }以下條件等價：
1. {\displaystyle \Omega }是全純域。
2. {\displaystyle \Omega }是全純凸（英语：holomorphically convex）的。
3. {\displaystyle \Omega }是偽凸（英语：pseudoconvex）的。
4. {\displaystyle \Omega }是萊維凸——對每個解析緊曲面列{\displaystyle S_{n}\subseteq \Omega }，使得{\displaystyle S_{n}\rightarrow S}及{\displaystyle \partial S_{n}\rightarrow \Gamma }對某集合{\displaystyle \Gamma }，我們有{\displaystyle S\subseteq \Omega }（{\displaystyle \partial \Omega } 不能用一個解析曲面列「從裏面觸碰」。）
5. {\displaystyle \Omega }有局部萊維性質——對每個點{\displaystyle x\in \partial \Omega }，存在{\displaystyle x}的鄰域{\displaystyle U}，及在{\displaystyle U\cap \Omega }上全純的{\displaystyle f}，使得{\displaystyle f}不能延拓到{\displaystyle x}的任何鄰域上。

其中關係{\displaystyle 1\Leftrightarrow 2,3\Leftrightarrow 4,1\Rightarrow 4,3\Rightarrow 5}是標準結果。（{\displaystyle 1\Rightarrow 3}見岡引理。）主要的困難在證明{\displaystyle 5\Rightarrow 1}，即從只是局部定義的不可延拓函數，構造一個不可延拓的全局全純函數。這個問題稱為萊維問題，以Eugenio Elia Levi命名。最先解出問題的是岡潔，之後是拉爾斯·霍爾曼德爾，用的方法包括泛函分析和偏微分方程（{\displaystyle {\bar {\partial }}}問題的一個結果）。

## 性質
- 若{\displaystyle \Omega _{1},\dots ,\Omega _{n}}是全純域，則其交{\displaystyle \Omega =\bigcap _{j=1}^{n}\Omega _{j}}也是全純域。
- 若{\displaystyle \Omega _{1}\subseteq \Omega _{2}\subseteq \dots }是全純域的上升列，則其併{\displaystyle \Omega =\bigcup _{n=1}^{\infty }\Omega _{n}}也是全純域。（見本克－施泰因定理（英语：Behnke-Stein theorem））
- 兩個全純域{\displaystyle \Omega _{1},\Omega _{2}}的積{\displaystyle \Omega =\Omega _{1}\times \Omega _{2}}是全純域。
- 第一庫贊問題（英语：Cousin problems）在全純域內可解；若再加上一些拓撲假設，第二庫贊問題也可解。